# Walentina Iwanowna Matwijenko

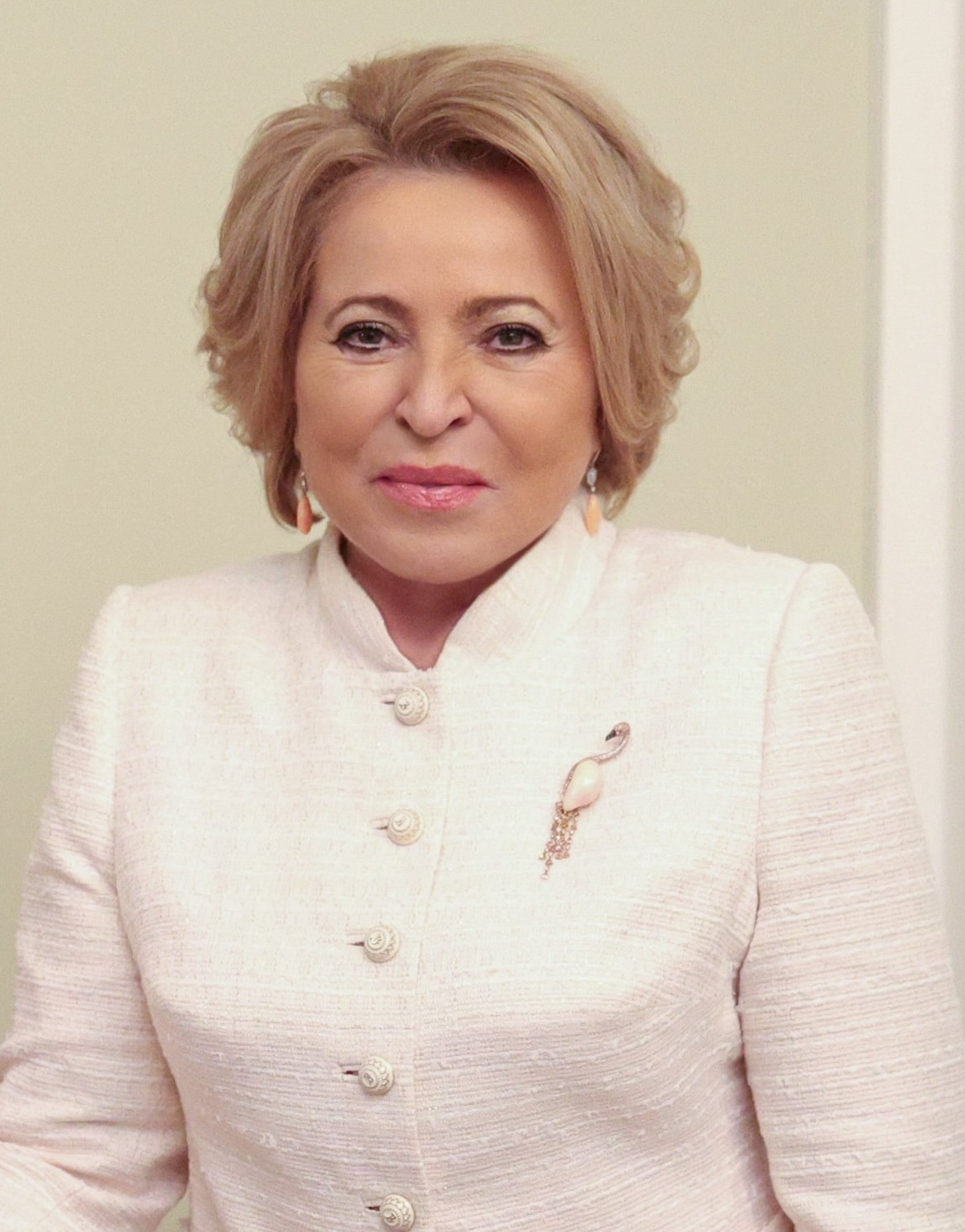
Walentina Matwijenko (2024)

Walentina Iwanowna Matwijenko (russisch Валентина Ивановна Матвиенко, wiss. Transliteration Valentina Ivanovna Matvienko; geborene Tjutina, russisch Тютина; * 7. April 1949 in Schepetowka) ist eine russische Politikerin und als Vertreterin der Exekutive St. Petersburgs seit 2011 Vorsitzende des Föderationsrates, des dritthöchsten Staatsamtes in Russland. Durch ihr Amt ist sie Mitglied im wichtigsten russischen Führungsgremium, dem Sicherheitsrat der Russischen Föderation. Von 2003 bis 2011 war sie Gouverneurin von Sankt Petersburg.

## Leben
Walentina Matwijenko wurde als Tochter eines Soldaten und einer Kostümschneiderin geboren. Ihre Eltern gehörten der russischen Volksgruppe in der Ukraine an. Ihre Kindheit verbrachte Matwijenko in der ukrainischen Stadt Tscherkassy. Matwijenko schloss 1966 die Mittelschule ab und graduierte 1972 am Leningrader Chemisch-Pharmazeutischen Institut und 1985 an der Akademie für Gesellschaftswissenschaften beim Zentralkomitee der KPdSU.
Seit 1972 betrieb sie ihre politische Karriere innerhalb der Kommunistischen Partei der Sowjetunion. 1989 wurde sie als Abgeordnete in den Volksdeputiertenkongress der UdSSR gewählt. 1998 bis 2003 war Matwijenko Stellvertreterin des russischen Regierungschefs und leitete in diesem Amt den Sozialbereich. Später war sie eine Zeit lang im diplomatischen Dienst, unter anderem als russische Botschafterin auf Malta und in Griechenland sowie im russischen Außenministerium tätig. Von Oktober 2003 bis zum 20. Dezember 2011 war Matwijenko Gouverneurin von Sankt Petersburg – sie war die erste Frau im Amt eines Gouverneurs in Russland. Erst am 8. Februar 2010 wurde eine weitere Frau, Natalja Komarowa, zur Gouverneurin des Autonomen Kreises der Chanten und Mansen ernannt.
September 2011 wurde Matwijenko als erste Frau in das Amt eines Vorsitzenden des russischen Föderationsrats gewählt. Zu ihrem Nachfolger in St. Petersburg wurde der Ex-KGB-Offizier Georgi Poltawtschenko ernannt.
Nach der völkerrechtswidrigen Annexion der Krim durch Russland befindet sich ihr Name auf den Sanktionslisten der USA und der Europäischen Union, damit ist sie von einem Einreiseverbot und von einer Vermögenssperre betroffen. Ihr nicht von Sanktionen betroffener Sohn Sergej Matwijenko, dessen Unternehmen für russische Städte Sanitäreinrichtungen repariert, besitzt jedoch noch immer eine große Villa im italienischen Pesaro.
Matwijenko hat als Mitglied des Sicherheitsrats der russischen Föderation den Überfall auf die Ukraine mitgetragen und rechtfertigt diesen mit Verweis auf ihre ukrainische Herkunft in den russischen Medien. Die Ukraine habe sich Matwijenko zufolge zu einem „russlandfeindlichen“ „Nazi-Staat“ entwickelt, daher gebe es keinen anderen Weg als den militärischen.
Obwohl Matwijenko auf der Sanktionsliste der Schweiz steht, durfte sie im Juli 2025 auf der dort von der Interparlamentarischen Union veranstalteten Konferenz  der Parlamentspräsidenten eine Rede halten. 
Bundestagspräsidentin Julia Klöckner verließ aus Protest gegen den russischen Angriffskrieg auf die Ukraine zusammen mit Vertretern anderer EU-Staaten den Saal.

## Privates
Walentina Matwijenko heiratete 1971 Wladimir Wassiljewitsch Matwijenko. Aus der Ehe ging 1973 ein Sohn namens Sergei hervor. Ihr Mann, von dem sie später getrennt lebte, wohnte in einem kleinen Haus in der Oblast Leningrad. Er starb 2018.
Ein italienischer Investmentfonds namens Dominanta, hinter dem die Familie von Walentina Matwijenko steht, kaufte 2009 für rund 7 Millionen Euro eine große Villa mit Privatstrand bei Pesaro (Italien).

## Auszeichnungen
- 2001: Großes Goldenes Ehrenzeichen am Bande für Verdienste um die Republik Österreich[7]
- 2013: Honorar-Ehrenkompagnon des maltesischen National Order of Merit[8]
- Ehrendoktor der Russischen Militärärztlichen Akademie[9]